# 名鉄3550系電車
名鉄3550系電車（めいてつ3550けいでんしゃ）は、名古屋鉄道（名鉄）が1944年（昭和19年）から1947年（昭和22年）にかけて導入した電車である。名鉄の直流1,500 V電化路線において運用された吊り掛け駆動車各形式のうち、間接自動進段制御器を搭載するAL車に属する。
太平洋戦争の激化に伴う戦時体制下にて輸送力増強目的で導入されたため、当初より3扉構造のロングシート仕様車として設計され、また導入当時の資材不足を反映して制御電動車モ3550形は未電装の状態で落成し、後年正式に制御電動車となった。戦後は3扉構造という特性から朝夕の通勤通学時間帯においては主力車両として運用され、1988年（昭和63年）まで運用された。
以下、本項においては3550系電車を「本系列」と記述し、また編成単位の説明に際しては制御電動車モ3550形の車両番号をもって編成呼称とする（例：モ3551-ク2551の2両で組成された編成であれば「3551編成」）。

## 導入経緯
旧名岐鉄道に由来する架線電圧600 V規格の西部線向けに計画された優等列車用車両のモ3500形・ク2500形を設計の基本として、太平洋戦争の激化による戦時体制下という設計当時の情勢を反映し、3扉ロングシート構造に設計変更した制御電動車モ3550形10両および制御車ク2550形11両の製造が計画された。もっとも、モ3500形・ク2500形もまた輸送量増大への対応に迫られた結果3扉ロングシート構造に設計変更されて落成したことから、両形式間の実質的な差異は存在しなかった。
本系列中、モ3550形3551 - 3555の5両が最も早く落成したとされるが、戦時体制移行に伴う民間向けの物資不足の影響から電装品を調達できず、名鉄側へ引き渡されることなく製造を担当した日本車輌製造本店の工場構内にて長らく留置された。次いでク2550形2551 - 2561が1944年（昭和19年）6月に同じく日本車輌製造本店にて落成したが、先行して落成したモ3551 - モ3555と比較すると各部の工作が簡易化された戦時設計が取り入れられ、より戦時色の濃い仕様となった。同時期にはク2550形の戦時設計を踏襲したモ3556 - モ3560の製造が開始されたものの、こちらは工程中途で製造が中断され工場構内にて戦後まで放置されていた。結局、モ3550形10両の名鉄籍への入籍は終戦後の1947年（昭和22年）9月にずれ込むこととなり、全車とも電装品を搭載しない制御車代用車として竣功した。また、モ3551 - モ3555については書類上の落成年月である1947年（昭和22年）9月より以前の1946年（昭和21年）5月時点で既に名鉄側へ引き渡され、未認可状態で運用されていたことが記録されている。

## 車体
車体長17,600 mm・車体幅2,700 mmの半鋼製構体を備える。窓の上下には補強帯（ウィンドウシル・ヘッダー）が露出し、775 mm幅の側窓・窓間柱幅90 mm・1,080 mm幅の片開客用扉など各部寸法を含め、主要設計は3扉ロングシート構造に設計変更されたのちのモ3500形と全く同一である。両運転台構造のモ3550形はモ3500形の設計をそのまま踏襲したほか、片運転台構造のク2550形についても豊橋側の妻面を客室化したのみでその他はモ3500形の設計を踏襲しており、非運転台側の妻面に便所および洗面所設備を備えるため専用設計を採用したク2500形とは異なる。ただし、後期に落成したモ3556 - モ3560およびク2550形全車については、客用扉が鋼製から木製となり、窓の上隅部が曲線形状から直角形状に改められ、前照灯の取り付け方式が埋込式からステーを介した取付式に変更されるなど、全体的に工作が簡易化されている。
妻面形状は緩い円弧を描く丸妻形状で、両運転台構造のモ3550形、片運転台構造のク2550形とも同一であり、また前後妻面ともに中央部へ貫通扉を配した。前照灯は白熱灯式で、前述の通りモ3550形3551 - 3555が屋根部に埋め込まれたケースを介して設置した埋込式であるのに対し、それ以外の車両はステーを介して設置した取付式である点が異なる。
側面窓配置はモ3550形がd2D4D4D2d（d：乗務員扉、D：客用扉、各数値は側窓の枚数）、ク2550形がd2D4D4D3で、客用扉の下部には内蔵型の乗降用ステップが設置され、客用扉下端部が車体裾部まで引き下げられている。
屋根上にはモ3550形・ク2550形ともパンタグラフ台座および歩み板（ランボード）を装備したが、使用機会のなかったク2550形のパンタグラフ台座および歩み板は後年撤去された。
車内は前述の通りロングシート仕様で、戦時設計が取り入れられたモ3556 - モ3560およびク2550形全車については客用扉脇の側窓のうち1枚分を立席スペースとし収容力を増加させている。車内照明は白熱灯式で1両あたり6基設置された。

## 主要機器
モ3550形が後年制御車代用から正式に制御電動車へ電装された際に採用された主要機器は、東洋電機製造ES-516主制御器と、東洋電機製造TDK-550系直流直巻電動機である。
制御装置は電動車化改造当時の最新型車両であった3800系において採用された機種と同一であり、またES系電動カム軸式間接自動制御器は、名鉄においてはモ800形における採用を契機としてAL車に属する多数の形式に採用された標準機種でもあった。また、TDK-550系主電動機の採用はモ3500形の仕様を踏襲したもので、駆動方式は吊り掛け式、歯車比は3.21 (61:19) である。
台車は日本車輌製造製の形鋼組立形釣り合い梁式台車を採用、モ3551 - モ3555がD16を、モ3556 - モ3560およびク2550形全車がD18をそれぞれ装着して落成した。後年ク2551 - ク2555のD18台車とモ3551 - モ3555のD16台車を相互に振り替え、より自重の重いモ3550形の台車を心皿許容荷重の大きいD18台車で統一した。D16・D18とも固定軸間距離は2,250 mm、車輪径は910 mmである。
制動装置はA弁を使用したAMA / ACA自動空気ブレーキを常用制動として採用、手用制動を併設する。

## 運用
前述の通り、モ3550形は電装品が調達できなかったことから落成が遅れ、ク2550形のみが先行して落成した。戦中のク2550形は電気機関車に牽引される形態で沿線の軍需工場への工員輸送列車（「マル産列車」と称された）運用に充当されたと伝わり、また終戦直後の混乱期においてはク2550形および未認可・未電装状態のモ3550形が同じく電気機関車に牽引される形態で常滑線における運用に充当されたことが記録されている。
1947年（昭和22年）9月にモ3550形3551 - 3560が未電装状態で入籍し、同年11月には電装品を装備して正式に制御電動車となった。当初は両側の運転室に運転機器を整備して両運転台仕様で竣功したが、1961年（昭和36年）に新岐阜・犬山側妻面の運転台を撤去し片運転台仕様となり、以降はク2550形と末尾同番号同士の固定編成を組成した。ただし、モ3550形が全10両在籍するのに対してク2550形はク2551 - ク2561の11両が在籍するため、余剰となったク2561はモ3500形3505と編成を組成した。また、片運転台化改造後のモ3550形は施工内容の差異から、運転機器のみを撤去して運転室および乗務員扉をそのまま存置したもの（モ3551ほか）、運転室は存置する一方乗務員扉を埋め込み撤去し乗務員扉跡に縦長形状の側窓を新設したもの（モ3556ほか）、運転室および乗務員扉を完全に撤去・客室化しク2550形と同一の外観に改造されたもの（モ3558ほか）の3種類の形態に区分される。
また、名鉄の直流1,500 V電化路線に在籍する自動加速制御車、すなわちAL車各形式の主要機器統一化に伴い、1961年（昭和36年）から1962年（昭和37年）にかけてモ3550形の制御装置を東洋電機製造ES-516から同ES-568-Aへ全車とも換装した。また、同時期にはTDK-550系主電動機の改修工事も施工され、改修後は型番がTDK-528/14-NMと改められた。さらに1960年代半ば頃にモ3558・ク2554・ク2555・ク2558・ク2560の5両を対象に運転台位置のかさ上げ（高運転台構造化）が施工され、前面窓が小型化されたほか、前面の窓上下に存在した補強帯（ウィンドウシル・ヘッダー）が構体内部へ埋め込まれ、外観に変化が生じた。
その後、本系列全車を対象に、車内照明の蛍光灯化、車体塗装のダークグリーン1色塗りからスカーレット1色塗りへの変更、前照灯のシールドビーム化などが順次施工された。
本系列と同じく3扉構造で落成したモ3500形については1951年（昭和26年）に中央扉を埋め込み撤去して2扉構造へ改造されたが、本系列はそのような改造を施工されることなく、3扉構造のまま継続運用された。当時2扉構造が車両設計の標準仕様であった名鉄においては、戦後増加の一途を辿った輸送量に対応可能な3扉ロングシート仕様の本系列は重宝され、ラッシュピーク時の運用へ優先的に充当するため他のAL車各形式とは別立てで運用が組まれていた。
しかし、本系列は太平洋戦争の最中に戦時設計によって設計・製造された粗製車両であったため経年の割に各部の劣化の進行が著しく、また他形式において施工された客用扉下部の内蔵ステップ撤去とそれに伴う台枠補強など改良工事も未施工であり、さらに3扉構造が災いして中央扉付近の台枠に経年による垂下変形が生じつつあったことから早期の代替対象となった。編成相手であったモ3500形3505の両運転台化改造・モ800形への編入に伴って余剰となったク2561が1981年（昭和56年）9月7日付で除籍されたのち、6500系の増備に伴って3555編成・3558編成・3559編成の計3編成6両が1984年（昭和59年）4月1日付で、モ3553-ク2553が同年8月2日付でそれぞれ除籍され、本格的に淘汰が開始された。残る6編成12両についても1986年（昭和61年）以降順次廃車が進行し、最後まで残存した3552編成が1988年（昭和63年）2月20日付で除籍され、本系列は全廃となった。